# Rockford IceHogs
Rockford IceHogs – amerykański klub hokejowy z siedzibą w Rockford w Stanach Zjednoczonych. 
Drużyna wcześniej grała w United Hockey League. Klub jest następcą zespołu Cincinnati Mighty Ducks istniejącego do 2005. Do AHL został przeniesiony w sezonie 2007/2008.
Drużyna podlega zespołowi Chicago Blackhawks.
- Rok założenia: 2007
- Hala: Rockford MetroCentre